# Доржпаламын Ганхуяг
Доржпаламын Ганхуяг (род. 26 июля 1976, Зуунэбаян-Улаан, Уверхангай) — монгольский спортсмен, участвовавший в соревнованиях по четырём видам борьбы (самбо, дзюдо, сумо, монгольская борьба), бронзовый призёр чемпионата Азии по дзюдо 2009 года, бронзовый призёр чемпионата мира по самбо 2007 года, многократный чемпион Монголии по национальной борьбе, победитель и призёр многих национальных турниров по монгольской борьбе, бронзовый призёр чемпионата мира по сумо 2006 года. По дзюдо выступал в тяжёлой (свыше 100 кг) и абсолютной весовых категориях.